# Giorgia Moll
Giorgia Moll (* 14. Januar 1938 in Prata di Pordenone) ist eine italienische Schauspielerin und Sängerin, die in den 1950er- und 1960er-Jahren erfolgreich war. Später arbeitete sie als Fotografin.

## Leben
Mit 17 Jahren wurde sie 1955 für Non scherzare con le donne entdeckt, bevor sie in vielen Filmen in den 50er und 60er Jahren mitspielte, darunter auch in Vier Pfeifen Opium von Joseph L. Mankiewicz und Die Verachtung von Jean-Luc Godard. Zusätzlich arbeitete sie in den 60er Jahren als Sängerin und nahm mehrere Platten auf. Nach 1970 beendete sie ihre Karriere als Schauspielerin. In ihrer Zeit war sie ein begehrtes Pin-Up-Girl und ließ sich 1972 für den italienischen Playmen fotografieren.

## Filmografie
- 1955: Non scherzare con le donne
- 1956: Für Männer verboten (Club de femmes)
- 1956: Ihr schlechter Ruf (Difendo il mio amore)
- 1956: Neros tolle Nächte (Mio figlio Nerone)
- 1956: Lo svitato
- 1957: Ehemänner in der Stadt (Mariti in città)
- 1958: Freundinnen (Mogli pericolose)
- 1957: Vier Pfeifen Opium (The Quiet American)
- 1959: Akte Sahara – streng vertraulich (Tunisi top secret)
- 1959: Hadschi Murat – Unter der Knute des Zaren (Agi Murad, il diavolo bianco)
- 1959: La cambiale
- 1959: Zweimal Riviera... und zurück (Costa Azzurra)
- 1960: Aufstand der Tscherkessen (I Cosacchi)
- 1960: Ein Degen und drei Spitzenhöschen (Les Trois etc. du colonel)
- 1960: Marina
- 1960: Unschuld im Kreuzverhör (Il rossetto)
- 1960: Ursus im Reich der Amazonen (La regina delle Amazzoni)
- 1961: Agent 0-1-7 auf heisser Spur (Caccia all'uomo)
- 1961: Der Raub der Sabinerinnen (Il ratto delle Sabine)
- 1961: Der Gauner von Bagdad (Il ladro di Bagdad)
- 1961: Laura nuda
- 1961: Suleiman, der Eroberer (Solimano il conquistatore)
- 1963: Die Verachtung (Le Mépris)
- 1963: Island of Love
- 1964: Un commerce tranquille
- 1964: Covergirls – die ganz teuren Mädchen (Cover Girls)
- 1964: Die teuflische Intrige (L'intrigo)
- 1964: Il treno del sabato
- 1966: L'arcidiavolo
- 1966: Der Unverstandene (Incompreso (vita col figlio))
- 1967: Der Chef schickt seinen besten Mann (Requiem per un agente segreto)
- 1967: I mercenari muoiono all'alba
- 1967: Tom Dollar
- 1967: I barbieri di Sicilia
- 1967: Die Blonde von Peking (La Blonde de Pékin)
- 1968: Italian Secret Service
- 1968: Sommersprossen
- 1968: Der blonde Tiger (Capitaine Singrid)
- 1969: Le Voleur de crimes
- 1970: Togetherness
- 1970: Signal auf Grün (Rekvijem)
- 1984: Ab in den Knast (Tutti dentro)